# GDT Bellinzona Snakes
Die GDT Bellinzona Snakes (bis 2024 Bellinzona Rockets) sind ein Schweizer Eishockeyclub aus Bellinzona, der seit 2016 in der Swiss League antritt und als Farmteam des HC Ambrì-Piotta (HCAP) fungiert.
Der Club wurde 1987 als HC Iragna gegründet. Später erfolgte die Umbenennung in HC Biasca 3 Valli. Seit 1992 spielt der Club in der Pista di ghiacco di Biasca, die 2016 in Raiffeisen BiascArena umbenannt wurde. Zur Saison 2016/17 erfolgte die Umfunktionierung zum Farmteam der beiden NLA-Clubs HC Ambrì-Piotta und HC Lugano. Weitere Teilhaber am neuen Club waren die Vereine HC Biasca und GDT Bellinzona.
Im Mai 2023 wurde der Umzug des Swiss-League-Teams nach Bellinzona und die Gründung einer neuen Betreibergesellschaft beschlossen, wobei GDT Bellinzona für die wirtschaftlichen Aspekte und der HCAP für die sportlichen Bereich verantwortlich ist.